# Igor Đurić
Igor Đurić (* 22. Februar 1985 in Novi Sad; internationale Schreibweise auch Igor Djurić) ist ein serbischer Fußballspieler.

## Karriere

### Verein
Đurić begann seine Karriere in der Jugendmannschaft von FK Vojvodina Novi Sad. Sein größter nationaler Erfolg mit Vojvodina war das Erreichen des Pokalfinales 2007. 
International spielte Đurić mit Vojvodina jetzt bereits zweimal im UEFA-Cup. In der Saison 2007/08 kam er mit Vojvodina bis zur Zweiten Qualifikationsrunde, in der man gegen Atlético Madrid ausschied. In der Saison 2008/09 unterlagen sie in derselben Runde Hapoel Tel Aviv. In der ersten Qualifikationsrunde gelangen Đurić die beiden Treffer beim 2:1-Erfolg über FK Olimpik Baku. 
Im Sommer 2009 wechselte er zum niederländischen Erstligaklub SC Heerenveen. Nachdem er hier zwei Spielzeiten gespielt hatte, wechselte er im Sommer 2011 zu al-Schardscha.
Zur Saison 2012 kehrte er nach Serbien zurück und begann wieder für seinen alten Verein Vojvodina zu spielen. Nachdem er die Saison 2014/15 als Leihspieler beim FK Rad verbracht hatte, ging er im Sommer 2015 mit seinem Wechsel zum türkischen Zweitligisten Karşıyaka SK wieder ins Ausland. Im Januar 2016 verließ er diesen Verein.

### Nationalmannschaft
Đurić debütierte im November 2008 bei einem 6:1-Erfolg gegen Bulgarien in der serbischen Nationalelf.